# Mareux
Аріан Аштіані (англ. Aryan Ashtiani, нар. 22 лютого 1992), професійно відомий як Mareux, — американський музикант із Лос-Анджелеса, Каліфорнія. Його творчість поєднує в собі жанри дарквейва, постпанку, готик-року та електронної музики.
Музикант набув слави, коли його кавер-версія пісні «The Perfect Girl» від The Cure у 2015 році стала вірусною в TikTok у 2021 році. Він грав на фестивалі Coachella у 2023 році та випустив свій дебютний альбом Lovers From the Past пізніше того ж року.

## Кар'єра
Першими музичними інтересами Аштіані були євроденс, з яким він познайомився під час перегляду польських каналів MTV під час свого літа в Ірані, а також гурти відродження пост-панку Interpol і Editors . Його інтерес до музики згас, доки він не почув однойменний дебютний альбом TR/ST у 2012 році, який, за його словами, «вразив» його та вплинув на формування його творчості у нинішньому напрямку. У 2011 і 2012 роках Аштіані натомість створював французьке електро, хауз та EDM музику. Він взяв сценічний псевдонім Mareux, тому що це звучало як фальшиве французьке ім'я.
Аштіані випустив свій дебютний мінальбом під назвою Mareux, Decade, у 2013 році. У 2015 році він закінчив Каліфорнійський університет у Санта-Барбарі, отримавши ступінь бакалавра мистецтва. З 2015 по 2018 рік він відмовився від музики на користь кар'єри в медицині. У 2020 році він працював денним лікарем швидкої медичної допомоги та планував стати помічником лікаря в незахищених громадах Лос-Анджелеса. У 2020 році він випустив мініальбом Predestiny.
У 2021 році Mareux став популярним, коли його кавер на пісню The Cure «The Perfect Girl» у 2015 році став вірусним у TikTok. Кілька відомих користувачів додатку використали цю пісню влітку 2021 року, і це поклало початок поширенню пісні в спільноті. Його часто використовують у поєднанні з фанатськими редагуваннями фільму «Американський психопат». Вірусний успіх «The Perfect Girl» дозволив Mareux у 2022 році зняти кліп на пісню з Вайолет Чачкі, переможницею сьомого сезону RuPaul's Drag Race. Станом на квітень 2022 року «The Perfect Girl» переглянули 2,3 мільярда користувачів у TikTok. Станом на травень 2023 року його також відтворили понад 250 мільйонів користувачів на Spotify.
Його новоотримана популярність призвела до того, що Mareux запросили зіграти на Coachella у квітні 2023 року. 5 травня 2023 року він випустив свій дебютний альбом Lovers From the Past, якому передували чотири сингли: «Glass» (за участю King Woman), «Night Vision», «Lovers From the Past» і «Little Lies».

## Дискографія

### Альбоми
- Lovers From the Past (2023)

### Мініальбоми
- Decade (2013)
- Predestiny (2020)